# لحوامي (بوسكورة)
لحوامي هي إحدى مشيخات المملكة المغربية، تتبع جغرافيا لإقليم النواصر وإداريًا لبوسكورة. يقدر عدد سكانها بـ 1828 نسمة حسب الإحصاء الرسمي للسكان والسكنى لسنة 2004.